# La Lanterne magique (film 1903)
La lanterne magique ("La lanterna magica") è un cortometraggio diretto da Georges Méliès della durata di circa cinque minuti, in bianco e nero, del 1903. Il film è un omaggio al mondo del precinema, ovvero al diretto antenato cinematografico, la lanterna magica.

## Trama
Le maschere di Arlecchino a Pierrot costruiscono, a partire da alcune assi, una lanterna magica, vi inseriscono una fiamma e inizia così la proiezione sul muro di due giovani che si baciano (un'immagine in movimento, quindi cinematografica, ottenuta impressionando in due momenti diversi la pellicola col trucco del mascherino-contromascherino). Spinte dall'entusiasmo, le due maschere aprono il giocattolo per vedere cosa contiene e ne escono sei ballerine, che iniziano un can can, e alle quali si aggiunge poi una prima ballerina che effettua piroette, ruote e spaccate.
Sparite le ballerine, le due maschere riaprono la lanterna e ne escono le due figure che si baciavano, le quali iniziano un gioioso minuetto. Ancora aprendo e chiudendo la lampada escono gruppi di ballerine in tutù (il trucco è sempre quello dell'arresto della ripresa, che permette di far "apparire" le ballerine a più riprese nella scatola), che iniziano una danza, finché non torna la prima ballerina che si esibisce di nuovo.
Riaprendo di nuovo la lanterna magica esce però un gigante in grado di allungarsi (trucco meccanico di tipo teatrale), che si mette a lottare con dei gendarmi. Alla fine tornano le ballerine e tutto termina in un girotondo attorno alla lanterna aperta e il suo gigante.

## Critica
Si tratta di una delle migliori realizzazioni di Méliès per quanto riguarda l'integrazione di effetti speciali di stampo cinematografico e per l'atmosfera giocosa, come in un festoso balletto. Il film è composta da una sola inquadratura di lunga durata. Il ritmo è però frenetico, con il continuo sopraggiungere di personaggi, soprattutto ballerine, delle quali Méliès, da uomo di spettacolo, conosceva bene l'importanza in questo tipo di intrattenimento.